# Echivalentul mecanic al caloriei
Echivalentul mecanic al caloriei este un concept fizic ce a jucat un rol crucial în formularea legii conservării energiei și în termodinamica secolului al XIX-lea.
Această mărime reprezintă raportul dintre lucrul mecanic L și cantitatea de căldură Q echivalentă:
{\displaystyle {\mathcal {J}}={\frac {L}{Q}}=4,18674}
și aceasta în cazul când L se exprimă în jouli și Q în calorii internaționale (calIT).

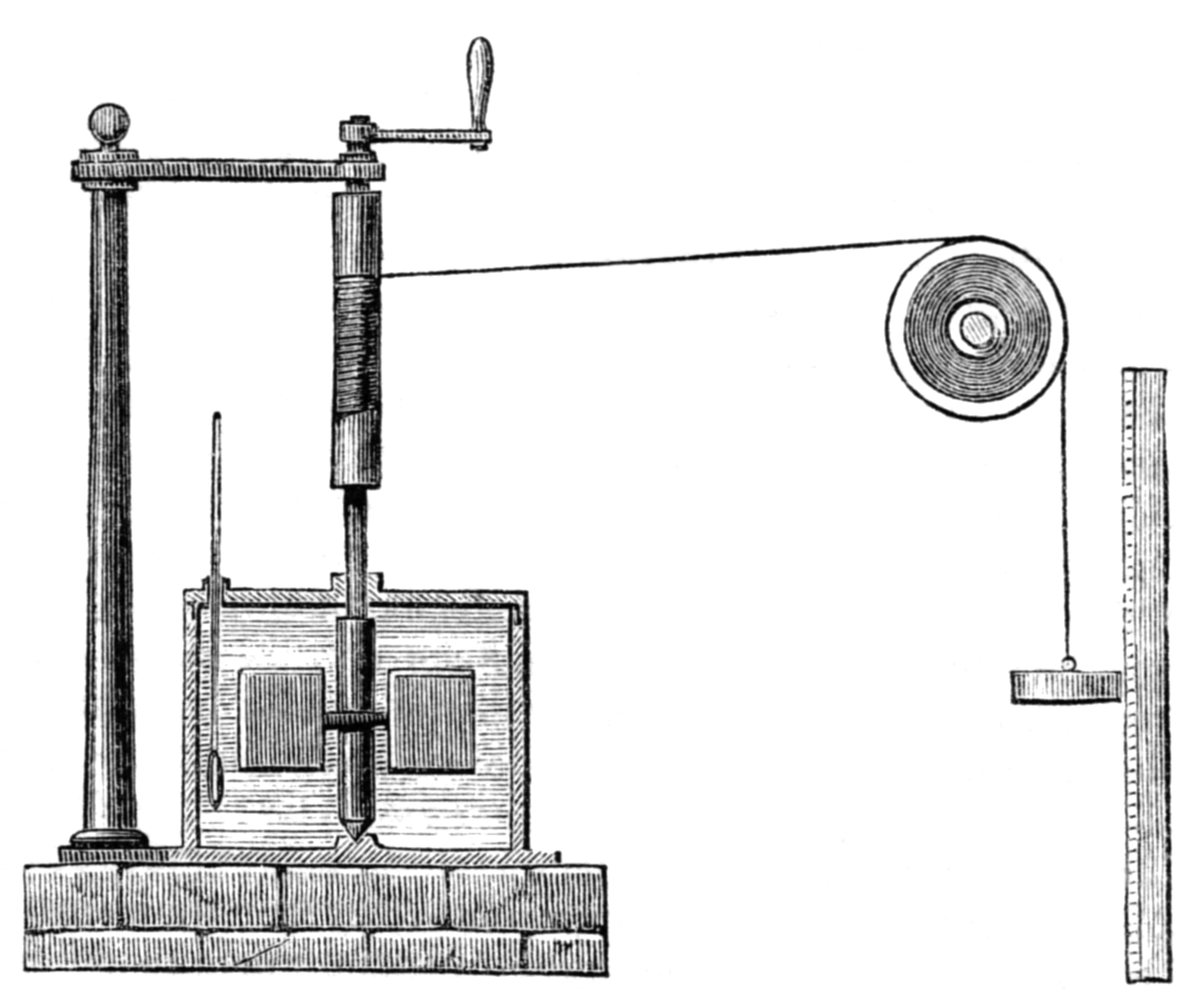
Dispozitivul experimental inventat de Joule (experimentul lui Joule)

Prin experimentul care ulterior avea să-i poarte numele (experimentul lui Joule), James Prescott Joule a reușit, în 1850, să determine cu mare precizie această valoare.
Mai mult, fizicianul englez a demonstrat că lucrul mecanic și căldura se pot converti în mod direct dintr-una în cealaltă și astfel a pus bazele formulării primului principiul al termodinamicii. Ideea echivalenței celor două forme de transfer de energie fusese formulată de Robert Mayer în 1842 într-un periodic de limbă germană.